# 马来西亚旁遮普党
马来西亚旁遮普党（羅馬化：Pañjābī Pārṭī Maleśīā；缩写为：PPM）是马来西亚政党，成立于1986年，但直到2003年才成功注册。该党是目前马来西亚唯一以代表印裔旁遮普社区权益为主要目标的政党。该党还捍卫锡克教的信仰权利。旁遮普党多次申请加入国民阵线，并被形容为“国阵之友”。